# 人魚朵朵
《人鱼朵朵》是一部李芸婵执导、徐若瑄主演的台湾电影，於2006年上映。获得2005年第42届金马奖最佳艺术指导奖（王逸飞）和最佳视觉效果提名（楊漢昶、林志超）。

## 剧情简介
影片充满童话故事的影子，如《糖果屋》、《杰克与魔豆》、《快乐王子》等，饱含童话与幻想色彩。
朵朵出生后双脚不能走路。后来，她接受了手术终于能够走路，并获得了生命中的第一双鞋。之后，她就像被下了魔咒，不停地搜集美丽的鞋子。
朵朵长大后到童书出版社上班。通过神秘插画家的介绍，她认识了她的白马王子——牙医维孝，双方结了婚，从此他们能过上快乐的生活吗？

## 演员表
| 演員   | 角色     | 備註             |
| 徐若瑄 | 朵朵     | 杰克出版社的会计 |
| 周群达 | 维孝     | 牙医，朵朵的丈夫 |
| 朱约信 | 杰克     | 杰克出版社的老板 |
| 阮文萍 | 大猫     | 插画家           |
| 堂娜   | 巫婆     |                  |
| 刘德华 | 旁白     |                  |
| 李康宜 | 24号女生 | 客串             |

## 创作
本片是刘德华投资的“亚洲新星导”计划的第一部作品。是李芸婵从事电影业10年来的首部长片，并将格调定位成一个美丽的童话。
本片的部分情节被疑似抄袭根据日本作家村上春树的同名短篇小说改编成的影片《東尼瀧谷》，两片在台湾的同一档期上映。李芸婵表示自己从高中时就很喜欢村上的小说，但否认主动抄袭，她说情节类似是“潜移默化”的结果。